# Membranoproliferative Glomerulonephritis Typ III
Die Membranoproliferative Glomerulonephritis Typ III ist eine sehr seltene Form der Membranoproliferativen Glomerulonephritis mit Immunkomplexablagerungen subepithelial und subendothelial.
Die Ablagerungen liegen wie bei dem Typ I zwischen Endothel und Basalmembran und zusätzlich zwischen Basalmembran und Podozyten wie bei der Membranöse Glomerulonephritis.
Synonyme sind: Ig-vermittelte MPGN; Immunglobulin-vermittelte Membranoproliferative Glomerulonephritis; englisch Nephrotic Syndrome, Type 7; NPHS7; Nephrotic Syndrome, Type 7 With Membranoproliverative Glomerulonephritis

## Ursache
Der Erkrankung liegen in einigen Fällen Mutationen im DGKE-Gen auf Chromosom 17 Genort q22 zugrunde.
Weiterhin wurde bei einer familiär gehäuft vorkommenden Form ein Gendefekt auf dem Chromosom 1 gefunden.

## Pathologie
Es wird angenommen, dass Veränderungen der Kapillarwand zu einer Komplement-Aktivierung (C3-Komponente)  als Aktivierung des alternativen Weges führen.

## Heilungsaussicht
Zur Prognose gibt es nur wenige Untersuchungen mit widersprüchlichen Ergebnissen.